# Кавказька (станиця)
Кавка́зька — станиця, до 2009 року — адміністративний центр Кавказького району Краснодарського краю, центр Кавказького сільського округу. Лежить на правому березі Кубані. Залізнична станція Гетьманівська (станція Кавказька лежить у межах міста Кропоткін за 8 км західніше станиці). Населення — 11,5 тис. осіб.

## Історія
Фортеця «Полтавська» (пізніше «Кавказька») була закладена в 1778 році в рамках Азово-Моздокської укріпленої лінії.
Станиця Кавказька заснована в 1794 переселенцами з Дону (із станиці Романівської) у складі Лінійного, а потім, після об'єднання, у складі Кубанського козацького війська.
На землях станиці в середині виникло іногороднє селище — згодом місто Кропоткін.

## Населення
За переписом 1897 року на станиці проживало 8 293 осіб (4 081 чоловік та 4 212 жінок). Розподіл населення за мовою згідно з переписом 1897 року:
| Мова       | Осіб  | Відсоток |
| ---------- | ----- | -------- |
| російська  | 7 294 | 87,95 %  |
| українська | 802   | 9,67 %   |
| польська   | 63    | 0,76 %   |
| білоруська | 49    | 0,59 %   |
| німецька   | 23    | 0,28 %   |
| татарська  | 18    | 0,22 %   |
| калмицька  | 9     | 0,11 %   |
| грецька    | 7     | 0,08 %   |
| інші       | 28    | 0,34 %   |
| Разом      | 8 293 | 100 %    |

## Відомі люди
- Петлюк Йосип Матвійович (1897—1968) — старшина РА, учасник нацистсько-радянської війни, Герой Радянського Союзу.